# Тирява Волоська
Тирява Волоська (пол. Tyrawa Wołoska) — давнє українське село в Польщі, у гміні Тирява-Волоська Сяноцького повіту Підкарпатського воєводства.
Населення — 770 осіб (2011).

## Розташування
Село розташовується в Солених Горах над річкою Тирява, при загальнодержавній дорозі № 28..

## Історія

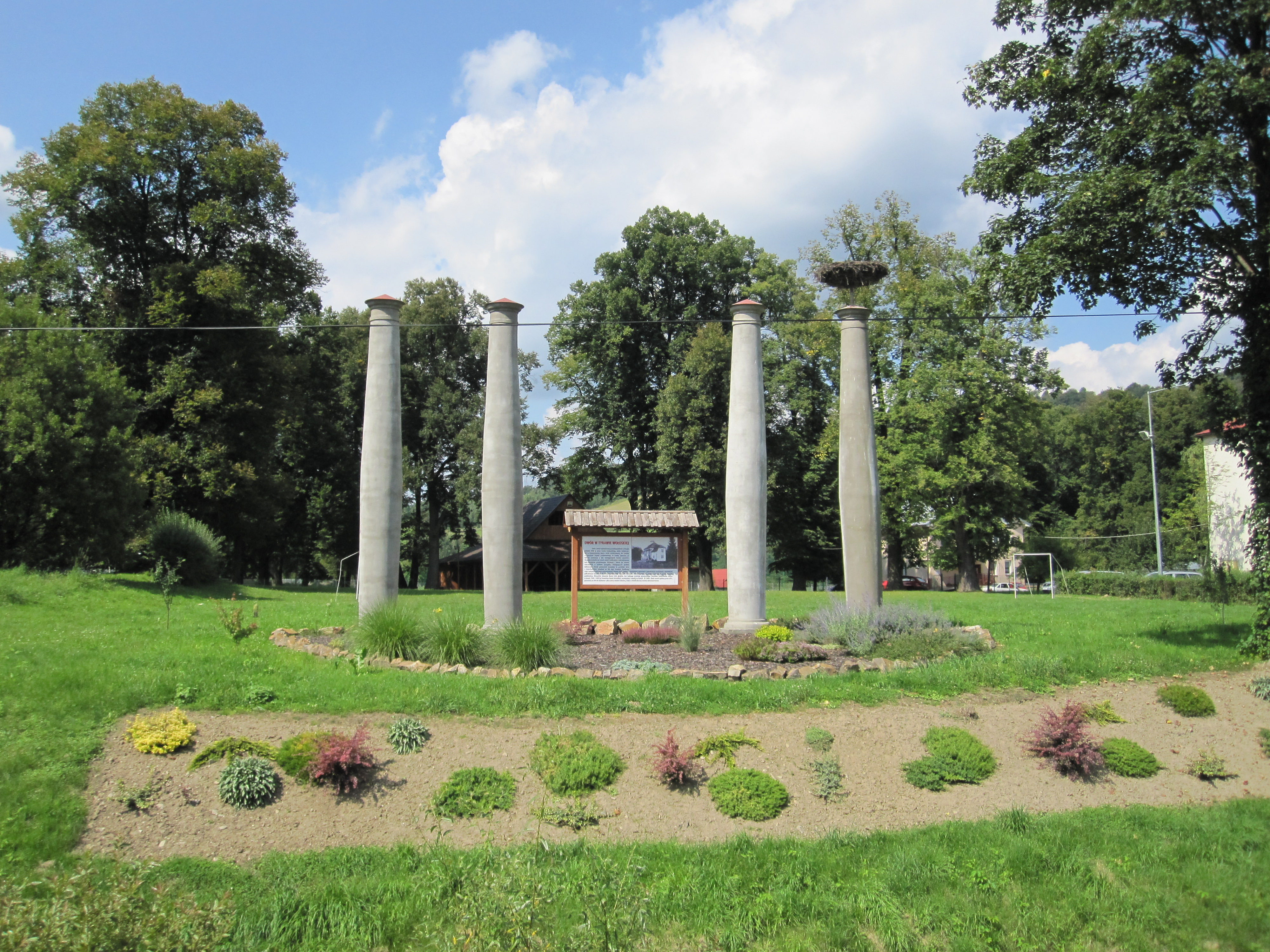
Руїни панського маєтку

Вперше згадується в 1402 р. як Тирявія Мінор (Tyravia minor) — власність сяніцького судді Миколая Чешика гербу Осорія. В 1434 р. село мало вже нинішню назву, отже було закріпачене на волоському праві. У 1707 р. Тирява Волоська отримала права міста, втрачені в результаті реформи місцевого самоврядування 1867 р. До 1772 р. село входило до Сяніцької землі Руське воєводства. 
У 1772-1918 рр. — у складі Австро-Угорської монархії, Королівство Галичини та Володимирії.
У 1892 році село належало до Сяніцького повіту, в селі нараховувалось 70 будинків і 401 мешканець (318 греко-католики, 50 римо-католики і 33 юдеї), місцева греко-католицька парафія належала до Ліського деканату Перемишльської єпархії.
У 1919-1939 рр. — у складі Польщі. Село належало до Сяніцького повіту Львівського воєводства, в 1934-1939 рр. — у складі ґміни Мриголод. На 1 січня 1939-го в селі з 1700 жителів було 650 українців, 780 поляків і 270 євреїв.
12 вересня 1939 року німці окупували село, однак уже 26 вересня 1939 року мусіли відступити з правобережної частини Сяну, оскільки за пактом Ріббентропа-Молотова правобережжя Сяну належало до радянської зони впливу. 27.11.1939 постановою Верховної Ради УРСР село в ході утворення Дрогобицької області включене до Ліського повіту. Територія ввійшла до складу утвореного 17.01.1940 Ліськівського району (районний центр — Лісько). Наприкінці червня 1941, з початком Радянсько-німецької війни, територія знову була окупована німцями, які винищили євреїв. У серпні 1944 року радянські війська знову оволоділи селом. В березні 1945 року, в рамках підготовки до підписання Радянсько-польського договору про державний кордон зі складу Дрогобицької області правобережжя Сяну включно з селом було передане до складу Польщі. Місцеві поляки почали грабувати і вбивати українців, у відповідь на це 29 квітня 1949 р. сотня УПА «Ударники-4» під командуванням «Бурлаки» знищила бандитське гніздо. Далі поляками українське населення було піддане етноциду — виселене на територію СРСР в 1945-1946 рр. та в 1947 році під час Операції Вісла депортоване на понімецькі землі.
У 1975-1998 роках село належало до Кросненського воєводства.

## Демографія
Демографічна структура станом на 31 березня 2011 року:
|          | Загалом | Допрацездатний вік | Працездатний вік | Постпрацездатний вік |
| -------- | ------- | ------------------ | ---------------- | -------------------- |
| Чоловіки | 378     | 83                 | 265              | 30                   |
| Жінки    | 392     | 87                 | 225              | 80                   |
| Разом    | 770     | 170                | 490              | 110                  |

## Релігія

### Церква
Перша згадка про наявність у селі парафії східного обряду походить з 1507 р. Польською державою вже тоді проводилася політика латинізації та полонізації і вже в 1546  р. в селі відкрита римо-католицька парафія. У 1900 р. в селі була зведена мурована церква Преп. М. Параскевії. Після депортації українців церква зруйнована поляками в 1948 р.